# The Fuzztones
The Fuzztones — американская группа психоделического/гаражного рока, сформированная в 1980 году. Она сыграла важную роль в возрождении гаражного рока в 1980-х. Во главе с Rudi Protrudi The Fuzztones стали одной из самых успешных групп возрождения (особенно в Европе), наряду с The Chesterfield Kings, The Cynics, The Miracle Workers и Plasticland. Название группы происходит от гитарного эффекта фузз, изобретённого в 1962 году и популяризированного в 1965 году, благодаря хиту «(I Can’t Get No) Satisfaction» группы The Rolling Stones.
Дебютный альбом Lysergic Emanations появился в 1985 году. Благодаря высокой оценке Яна Эстбери, вокалиста группы The Cult, The Fuzztones, сменив состав участников и переехав из Нью-Йорка в Лос-Анджелес, стала одной из немногих групп, заполучивших контракт с мейджор-лейблом. Второй альбом In Heat (1989) был издан на лейбле Beggars Banquet, однако, из-за низкого уровня продаж, группа вернулась в ряды инди-исполнителей. История могла на этом закончиться, но этого всё же не произошло. Благодаря чрезвычайно успешному туру по Европе в 1985 году, у группы появились преданные фанаты в этом регионе, и The Fuzztones гастролировали там регулярно с тех пор. В течение 30-летней карьеры у группы появилось 6 альбомов, а дебютный Lysergic Emanations переиздавался, по крайней мере, на трёх различных лейблах. В 2011 году появился новый альбом Preaching to the Perverted на лейбле Stag-O-Lee/Cleopatra.

## Дискография

### Студийные альбомы
- Lysergic Emanations (1985)
- In Heat (1989)
- Braindrops (1991)
- Monster A-Go-Go (1992)
- Salt for Zombies (2003)
- Horny as Hell (2008)
- Preaching to the Perverted (2011)

### Синглы и мини-альбомы
- Bad News Travels Fast (7" single,1984, United States, Midnight, MID4504) (12" EP reissued in 1986 in United Kingdom by ABC, ABCS 011T and in 2006 by Spain Munster, REF.7199)
- She's Wicked (7"/12" EP,1986, United Kingdom - ABC Records - ABCS 006/ABCS 006T)
- 1-2-5 (7" split album,1986 - Enigma Europe - CARA 1D 223)
- Nine Months Later (12" EP, 1988, Germany, Music Maniac MM013) (Reissued in UK in 1989 on 12" EP and 7" single by UK Situation Two - SIT 61T)
- Hurt on Hold (7" single/12" EP,1989, UK, Situation Two, SIT 58 T)
- Action (12"EP/CD,1990, UK, Situation Two, SIT 69 T)
- Romilar D 12" EP (1992, UK, Music Maniac, MM 12004)
- Face Of Time/My Brother The Man (7" single, US, 1994, RAFR)
- People In Me/I'm Gonna Make You Mine (1998, Misty Lane - FREE with issue #16)
- One Girl Man (7" single, 1998, USA, Sundazed Music, SEP 139)
- Help, Murder, Police (7" single, 2001, Italy, Teen Sound TEENS-021-A)
- Idol Chatter/A Wristwatch Band (7" single, 2002, Italy, Beard of Stars BOSS32)
- Hallucination Generation (7" single, 2002, Mexico, Darkzone, DZ01)
- Lord Have Mercy On My Soul (7" single, 2005, Twist, Twist 34)

### Концертные записи
- Screamin' Jay Hawkins and the Fuzztones LIVE 12" EP (1984, United States Midnight Records MIRLP114B) (reissued in 2006 on 12" EP by Italy Get Back Records)
- Leave Your Mind At Home (12" EP, 1984, United States Midnight Records - MIRLP105) (reissued in 2006 on 12" EP by Italy Get Back Records)
- Lysergic Love/Lovely Sort Of Death (1986, Furlined Vulcano/Purple Helmut) (bootleg live album)
- Live in Europe! flexidisc (1987, Germany Music Maniac Records MM06) (reissued in 2006 on 12" LP with gatefold sleeve by Italy Get Back Records)
- Blue Themes/13 Women And The Only Man Around (1988, Mint Minus Records MMR666) live bootleg
- In Heat Tour souvenir 10" picture disc (1989, United Kingdom Situation Two Records SIT 61)
- Lysergic Ejaculations CD (1994, Germany Music Maniac Records MM052)
- LSD 25: 25 Years of Fuzz and Fury CD & DVD (2005, Sin 002 / Italy Get Back Records GET138)
- Lord Have Mercy On My Soul (Recorded at Lincoln Lounge, Venice, CA. - 7" single, 2005, Twist, Twist 34)

### Сборники
- Creatures that Time Forgot (LP/CD,1989, Germany, Music Maniac - MMLP020/United States Skycad CD/LP HEAD 64CD/HEAD 64)
- Teen Trash Vol. 4 12"LP/CD (1994, Germany Music Maniac MM88004)
- Flashbacks (1996, Sundazed Music SC11045)

## Видеоклипы
- The Fuzztones - the WItch
- The Fuzztones - Ward 81
- The Fuzztones - Cinderella
- The Fuzztones - Happy Halloween (вырезки из мультфильма 1937 года skeleton frolic)
- The Fuzztones - Hurt On Hold